# Phyllanthus karibibensis
Phyllanthus karibibensis är en emblikaväxtart som beskrevs av Jean F.Brunel. Phyllanthus karibibensis ingår i släktet Phyllanthus och familjen emblikaväxter.
Artens utbredningsområde är Namibia. Inga underarter finns listade i Catalogue of Life.